# JAX-RPC
JAX-RPC(Java API for XML-based RPC)는 웹 서비스를 통하여 자바를 호출할 수 있게 하는 자바 API이다. 따라서, 웹 서비스를 통한 자바 RMI라 볼 수도 있다. 현재 JAX-RPC 2.0은 JAX-WS 2.0으로 개명되었다.